# カール・リディック
カルロス・ウッド・リディック(英語: Carlos Wood Riddick, 1872年2月25日-1960年7月9日)は、アメリカ合衆国出身の政治家、共和党員。 アメリカ合衆国下院議員(通算2期)。

## 経歴・人物
リディックはミネソタ州フェアリボー郡ウェルズで生まれ、ミシガン州の公立学校で教育を受けた。ミシガン州アルビオンのアルビオン大学とウィスコンシン州アップルトンのローレンス大学で学んだ。妹のフローレンス・リディック・ボーイズは、ジャーナリスト、参政権論者、インディアナ州の州政府職員として活躍した。
1899年から1910年まで、インディアナ州の新聞「ワイナマック・リパブリック」の編集者を務める。その後、牧場主となり、モンタナ州ファーガス郡の郡長を務めた。
1918年、定数が2人だったモンタナ州全州選挙区が廃止され、代わりに第1選挙区と第2選挙区が設けられた。全州選挙区の議員の一人であるジョン・エヴァンズは第1選挙区から再選を目指して出馬し、もう一人のジャネット・ランキンは上院議員に立候補した。リディックは新設された第2選挙区から出馬し、民主党のハリー・ミッチェル候補を僅差で破って当選した。1920年にはM・マカスカーを破って、地滑り的に再選された。1922年、リディックは3期目の再選は目指さず、ヘンリー・L・マイヤーズ上院議員の後任として合衆国上院議員に立候補した。共和党の予備選挙では、州検事総長のウェリントン・D・ランキンに勝利したものの、総選挙で民主党のバートン・K・ウィーラー候補に大差で敗れた。
政界を去った後、リディックはワシントンD.C.で発行されていた雑誌「ナショナル・リパブリック」の社長を務め、メリーランド州サウス・リバーのシルバン・ショアーズで宅地開発の事業を行っていた。
晩年のリディックは、メリーランド州とフロリダ州に住んでいた。息子のメリル・K・リディックはパイロットを務めていた。
1960年7月9日、フロリダ州フォートローダーデールで死去した。メリーランド州アナポリスのヒルクレスト記念墓地に埋葬された。